# Diduga trichophora
Diduga trichophora là một loài bướm đêm thuộc phân họ Arctiinae, họ Erebidae.